# 蓬川
蓬川（よもがわ）は、兵庫県尼崎市を流れる河川。二級水系の本流である。
尼崎市内のみを流れる。同じく尼崎市を流れる藻川（もがわ）と字面及び読みが似ているが、藻川は猪名川の分流で、園田地区など市北東部を流れる。

## 地理
尼崎市中部に発し、大庄地区を南流して大阪湾（尼崎港）に注ぐ。上流部が不明瞭で、かつては大庄地区の浜田付近で海に注いでいたと言われる。現在は難波樋門（西難波町2丁目）から尼崎港までを蓬川と規定しており、樋門より上流部は浜田排水路、または浜田川と呼ぶ。河口付近は阪神工業地帯の一角を成す臨海工業地域。

## 歴史
- 1934年（昭和9年）9月21日 - 室戸台風による暴風雨により堤防が決壊。市内一帯が冠水する原因となった[1]。
- 1965年（昭和40年）9月 - 二級河川に指定。
- 1975年（昭和50年）5月6日 - 一部河川区域を廃止[2]。

## 流域の自治体
兵庫県
尼崎市

## 流域の観光地
- 蓬川公園